# Vojna mornarica Vojske stražarjev islamske revolucije
Vojna mornarica Vojske stražarjev islamske revolucije je mornariški del Vojske stražarjev islamske revolucije; kot taka je paralelna regularni iranski vojni mornarici.
Uporablja predvsem manjša plovila, kot so raketne topnjače, torpedovke, patruljni čolni,...